# Roy Wilson
Pour les articles homonymes, voir Wilson.
Royston Warner Wilson (1900-1965) est un auteur de bande dessinée humoristique britannique.

## Biographie
Après des études à l'école d'art de Norwich (en), Wilson est appelé sous les drapeaux en novembre 1918. Libéré de ses obligations militaires en mars 1920, il devient l'assistant du dessinateur Donald Newhouse, tout en signant quelques gags et illustrations dans différentes revues. Si ce n'est qu'en 1930 qu'il peut signer seul une série, Steve and Stumpy, il devient cependant à cette époque l'un des principaux auteurs britanniques, et est l'illustrateur principal des nombreuses publications d'Amalgamated Press.
Membre de la Home Guard durant la Seconde Guerre mondiale, il s'en inspire pour son comic strip Private Muggins (« Deuxième classe Muggins »). Après 1945, tout en continuant à réaliser de nombreuses histoires humoristiques, il se spécialise également dans les bandes dessinées consacrées à des personnalités du cinéma et de la télévision.